# Eisack
Eisack (njem. Eisack, tal. Isarco, lat. Isarus ili Isarcus) rijeka je u sjevernoj Italiji, druga po veličini rijeka u Južnom Tirolu. 

## Osobine
Njen je izvor u blizini prijevoja Brenner, na nadmorskoj visini od oko 1990 metara. Rijeka crpi vodu iz površine od oko 4200 km². Nakon oko 96 km, pridružuje se rijeci Adige južno od Bolzana. Isprva teče kroz dolinu Wipptal i nakon sela Vahrn kroz dolinu Eisacktal. 
Glavni gradovi i sela duž toka rijeke su Sterzing, Franzensfeste, Brixen, Klausen, Waidbruck i na kraju glavni grad pokrajine Bozen. U Brixenu se stapa s Rienzom. Nekoliko manjih potoka su pritoci Eisacka, uključujući Ridnauner Bach, Pflerscher Bach, Pfitscher Bach, Villnößer Bach, Derjon, Braibach (također poznat kao Tierser Bach), Eggentaler Bach i Talfer koji teče od Sarntala.
Eisack se intenzivno koristi za proizvodnju električne energije. U blizini Franzensfestea, Klausena i Waidbrucka postavljene su brane hidroelektrana.

## Vanjske poveznice
|  | Zajednički poslužitelj ima još gradiva o temi Eisack |